# Zabicie ciotki
Zabicie ciotki – polski film obyczajowy z 1984 roku. Reżyserem i autorem scenariusza jest Grzegorz Królikiewicz. Pierwowzorem filmu jest powieść Andrzeja Bursy o tym samym tytule.

## Obsada
- Maria Klejdysz – ciotka
- F. Robert Herubin – Jurek
- Leon Niemczyk – dozorca
- Gustaw Holoubek – mistyk
- Wanda Łuczycka – babcia
- Krystyna Feldman – Emilka
- Ewa Zdzieszyńska – Piekarzowa
- Mirosława Marcheluk – Bednarzowa
- Zofia Melechówna – Pilichowa
- Józef Pieracki – ksiądz
- Jolanta Mielech – dzika dziewczyna
- Mirosława Zaborowska – Teresa
- Władysław Dewoyno – profesor
- Wiesław Gołas – oficer dyżurny
- Krzysztof Kursa – Głodomór
- Andrzej Kozak – asystent profesora
- Henryk Dederko – Książę Nocy
- Jerzy Zygmunt Nowak – listonosz; nie występuje w napisach

## Plenery
- Łódź, Katowice.

## Nagrody
1985 – Koszaliński Festiwal Debiutów Filmowych „Młodzi i Film” – Wyróżnienie
Grzegorz Królikiewicz